# Championnat de Belgique de football de deuxième division 2011-2012
Navigation
saison précédente saison suivante
Le Championnat de Belgique de football D2 2011-2012 constitue le 2e niveau professionnel du football belge. C'est la 95e édition du championnat de 2e niveau.
La compétition se dispute en une seule série de 18 clubs qui se rencontrent en matches aller/retour (34 journées). Le champion est assuré de monter directement en Jupiler League(sous réserve de l'acception de sa demande de licence pour la cette division).
Ce championnat est virtuellement partagé en 3 tranches (10 + 12 + 12 matches) donnant chacune lieu à un classement distinct. Les trois vainqueurs de tranche sont qualifiés pour un tour final en compagnie d'un barragiste de Division 1. Le vainqueur de ce tournoi final monte/reste en D1. Dans le cas où le champion remporte une ou plusieurs tranches (ou qu'un même club remporte plus d'une tranche), la qualification au tour final revient au 2e du classement général et ainsi de suite.
Pour cette édition, le Sporting de Charleroi, relégué de Division 1 pour la première fois depuis 1985 attire tous les regards et est pointé comme le principal favori. Mais Eupen (aussi relégué de l'élite), Waasland-Beveren, R. Antwerp FC et même Heist sont cités comme de très sérieux "outsiders". Après un départ un peu chaloupé, les Zèbres assument leur statut et remportent le titre. Eupen, Waasland-Beveren et Ostende se qualifient pour le tour final, en compagnie du vainqueur des Play-Offs 3 de division 1 (Westerlo).
Les promus de D3 se sont tous sauvés, le White Star Woluwé et Alost finissant même facilement dans le top 10. Lors de la dernière journée, Dender est relégué en D3, se faisant souffler sa place de barragiste par Tirlemont. Wetteren, 18e, n'a pas demandé sa licence pour rester en D2.

## Clubs présents pour la saison 2011-2012
- La colonne Mat renseigne le numéro matricule du club concerné. en lettre grasses, les matricules encore actifs lors de la saison 2021-2022.

| 2009-2010 | Mat  | Club                            | Ville             | Provinces       | En D2 depuis | Provenance | Entraîneurs (début de saison)                                       |
| --------- | ---- | ------------------------------- | ----------------- | --------------- | ------------ | ---------- | ------------------------------------------------------------------- |
| D1 (16e)  | 22   | R. Sp. du Pays de Charleroi     | Charleroi         | Hainaut         | 2011         | Division 1 | Jos Daerden 28/09/11 Tibor Balog 05/03/12 Dennis van Wijk           |
| D1 (15e)  | 4276 | K. AS Eupen*                    | Eupen             | Liège           | 2011         | Division 1 | Wolfgang Frank                                                      |
| 2         | 2554 | K. Lommel United*               | Lommel            | Limbourg        | 2005         | Division 3 | Philip Haagdoren                                                    |
| 3         | 4068 | K. RS Waasland-Beveren*         | Beveren           | Fl. orientale   | 2004         | Division 3 | Dirk Geeraerd                                                       |
| 5         | 369  | R. CS Visé                      | Visé              | Liège           | 2010         | Division 3 | Marc Grosjean 20/09/11 Loris Dominissini                            |
| 6         | 1    | R. Antwerp FC                   | Anvers            | Anvers          | 2004         | Division 1 | Bart De Roover 13/11/11 Bart Wilmssen                               |
| 7         | 3900 | FC Verbroedering Dender EH      | Denderleeuw       | Fl. orientale   | 2009         | Division 1 | Vital Borkelmans                                                    |
| 8         | 5632 | AFC Tubize                      | Tubize            | Brabant         | 2009         | Division 1 | Dany Ost 20/11/2011 Laurent Demol 29/02/2012 Dante Brogno           |
| 9         | 31   | KV Oostende                     | Ostende           | Fl. occidentale | 2005         | Division 1 | Frederik Vanderbiest                                                |
| 10        | 2948 | K. SK Heist                     | Heist-op-den-Berg | Anvers          | 2010         | Division 3 | Francis Bosschaerts                                                 |
| 11        | 1936 | FC Molenbeek Brussels Strombeek | Molenbeek         | Brabant         | 2008         | Division 1 | Michel De Wolf 09/10/11 Christian Rits                              |
| 12        | 5479 | K. Standaard Wetteren           | Wetteren          | Fl. orientale   | 2009         | Division 3 | Kris Van Der Haegen                                                 |
| 13        | 167  | R. Boussu Dour Borinage         | Boussu            | Hainaut         | 2009         | Division 3 | Arnauld Mercier                                                     |
| 14        | 132  | K. VK Tienen                    | Tirlemont         | Brabant         | 2006         | Division 3 | Valère Billen 07/10/11 Ronny Schuermans 27/02/12 Dany Ost           |
| 15        | 134  | K. SV Roeselare                 | Roulers           | Fl. occidentale | 2010         | Division 1 | Nico Vanderdonck                                                    |
| D3A (1er) | 90   | VC Eendracht Aalst 2002         | Alost             | Fl. orientale   | 2011         | Division 3 | Bart Van Renterghem                                                 |
| D3B (1er) | 5750 | R. White Star Woluwe FC         | Woluwe            | Bruxelles       | 2011         | Division 3 | Felice Mazzu                                                        |
| D3A (7e)  | 9264 | SK St-Niklaas**                 | Sint-Niklaas      | Fl. orientale   | 2011         | Division 3 | Regi Van Acker 13/10/11 Chris Andries 02/01/2012 Alex Czerniatynski |

* Perdants du tour final 2010-11 pour la montée/le maintien en Jupiler Pro League

** Vainqueur du tour final 2010-11 pour la montée/le maintien en Division 2.

### Localisation des clubs participants
| \| Antwerp Heist Waasland St-Niklaas E. Aalst Dender Wetteren Oostende Roeselare Brussels White · Star Tubize Tienen Lommel Sp. Charleroi RBDB Visé AS Eupen \| Localisation des clubs engagés en Division 2 2011-2012 |
| Antwerp Heist Waasland St-Niklaas E. Aalst Dender Wetteren Oostende Roeselare Brussels White · Star Tubize Tienen Lommel Sp. Charleroi RBDB Visé AS Eupen                                                              |

## Classement final
- Note: Les 10 premières journées composent le classement de la « première tranche ». Pour rappel les 3 vainqueurs de tranche sont assurés de participer au tour final (sous réserve de l'acception de leur demande de licence pour la Jupiler League).
- Champion d'automne: K. AS Eupen

| Rang | Équipe                              | Pts | J  | G  | N  | P  | Bp | Bc | Diff |
| ---- | ----------------------------------- | --- | -- | -- | -- | -- | -- | -- | ---- |
| 1    | R. Sporting du Pays de Charleroi T2 | 74  | 34 | 23 | 5  | 6  | 64 | 34 | +30  |
| 2    | K. RS Waasland-Beveren T3           | 68  | 34 | 21 | 5  | 8  | 61 | 34 | +27  |
| 3    | K. AS Eupen T1                      | 68  | 34 | 19 | 11 | 4  | 61 | 34 | +27  |
| 4    | KV Oostende                         | 66  | 34 | 19 | 9  | 6  | 61 | 29 | +32  |
| 5    | K. Lommel Utd                       | 52  | 34 | 15 | 7  | 12 | 48 | 42 | +6   |
| 6    | R. White Star Woluwe FC             | 51  | 34 | 14 | 9  | 11 | 48 | 43 | +5   |
| 7    | VC Eendr. Aalst 2002                | 46  | 34 | 13 | 7  | 14 | 46 | 52 | -6   |
| 8    | K. SK Heist                         | 46  | 34 | 11 | 13 | 10 | 46 | 46 | 0    |
| 9    | R. CS Visé                          | 44  | 34 | 12 | 8  | 14 | 44 | 41 | +3   |
| 10   | R. Antwerp FC                       | 43  | 34 | 12 | 7  | 15 | 39 | 42 | -3   |
| 11   | R. Boussu Dour Borinage             | 42  | 34 | 12 | 6  | 16 | 44 | 54 | -10  |
| 12   | AFC Tubize                          | 41  | 34 | 12 | 5  | 17 | 36 | 55 | -19  |
| 13   | K. SV Roeselare                     | 40  | 34 | 9  | 13 | 12 | 46 | 51 | -5   |
| 14   | FC Brussels                         | 38  | 34 | 9  | 11 | 14 | 44 | 46 | -2   |
| 15   | SK St-Niklaas                       | 34  | 34 | 8  | 10 | 16 | 41 | 54 | -13  |
| 16   | K. VK Tienen                        | 33  | 34 | 9  | 6  | 19 | 34 | 61 | -27  |
| 17   | FCV Dender EH                       | 33  | 34 | 6  | 15 | 13 | 33 | 43 | -10  |
| 18   | K. Standaard Wetteren               | 21  | 34 | 4  | 9  | 21 | 19 | 54 | -35  |

Légendes et abréviations
- Champion et promu en Jupiler League la saison suivante
- Barrages de promotion
- Barrages de maintien
- Relégation en D3

 : Relégué en 2010-11 en provenance de D1

 : Promu en 2010-11 en provenance de D3

T1, T2, T3 : Vainqueur de la tranche concernée

### Tableau des rencontres du championnat
| Résultats (▼dom., ►ext.)                                   | AAL | ANT | RBD | FCB | CHA | DEN | EUP | HEI | LOM | OOS | ROE | STN | TIE | TUB | VIS | WAA | WET | WSW |
| VC Eendr. Aalst 2002                                       |     | 3-2 | 1-2 | 1-0 | 1-2 | 0-0 | 0-2 | 1-1 | 1-0 | 3-1 | 3-1 | 1-3 | 0-0 | 0-0 | 0-1 | 1-1 | 1-0 | 2-4 |
| R. Antwerp FC                                              | 1-2 |     | 0-3 | 2-2 | 1-0 | 0-0 | 1-3 | 0-3 | 2-1 | 1-1 | 2-1 | 2-0 | 2-0 | 2-3 | 3-1 | 0-2 | 1-0 | 2-2 |
| R. Boussu Dour                                             | 1-0 | 0-2 |     | 0-1 | 0-3 | 1-3 | 3-0 | 1-2 | 1-0 | 2-2 | 1-1 | 1-1 | 1-2 | 1-1 | 1-0 | 0-2 | 2-1 | 1-3 |
| FC Brussels                                                | 0-2 | 1-1 | 1-3 |     | 2-3 | 2-1 | 3-2 | 2-1 | 2-2 | 1-1 | 0-0 | 2-2 | 4-0 | 4-0 | 1-0 | 1-2 | 1-1 | 0-2 |
| Sporting Charleroi                                         | 4-1 | 0-3 | 2-2 | 4-2 |     | 1-0 | 3-0 | 1-1 | 1-0 | 2-2 | 4-0 | 3-1 | 2-1 | 1-2 | 2-0 | 1-0 | 3-0 | 2-0 |
| FCV Dender EH                                              | 2-2 | 1-1 | 1-0 | 0-0 | 0-1 |     | 0-0 | 1-2 | 0-1 | 1-2 | 2-3 | 3-1 | 2-1 | 3-0 | 0-0 | 2-2 | 0-0 | 0-1 |
| K. AS Eupen                                                | 3-3 | 3-0 | 3-2 | 1-0 | 0-1 | 3-2 |     | 4-1 | 3-2 | 0-0 | 2-0 | 2-1 | 4-0 | 3-0 | 1-0 | 2-1 | 2-0 | 1-1 |
| K. SK Heist                                                | 1-3 | 1-0 | 1-1 | 1-2 | 1-2 | 2-2 | 0-0 |     | 1-1 | 1-0 | 2-2 | 4-3 | 1-2 | 0-0 | 1-1 | 1-2 | 3-0 | 0-0 |
| K. Lommel United                                           | 2-0 | 0-1 | 3-2 | 3-1 | 0-2 | 0-0 | 2-2 | 1-2 |     | 0-2 | 2-1 | 2-0 | 3-1 | 2-0 | 1-0 | 2-1 | 2-1 | 1-1 |
| KV Oostende                                                | 3-2 | 1-0 | 2-1 | 0-0 | 1-2 | 6-1 | 0-0 | 4-0 | 1-0 |     | 1-0 | 4-1 | 2-1 | 2-0 | 1-2 | 4-0 | 3-0 | 4-0 |
| K. SV Roeselare                                            | 4-1 | 0-3 | 0-2 | 3-3 | 3-0 | 3-0 | 2-2 | 2-1 | 2-2 | 0-0 |     | 2-0 | 2-2 | 3-0 | 0-0 | 2-3 | 0-0 | 1-1 |
| SK Sint-Niklaas                                            | 1-2 | 2-1 | 0-1 | 1-0 | 1-2 | 1-1 | 0-0 | 1-1 | 0-3 | 1-1 | 1-1 |     | 0-1 | 3-0 | 1-0 | 1-2 | 0-1 | 3-2 |
| K. VK Tienen                                               | 1-4 | 1-0 | 1-3 | 1-0 | 0-2 | 1-2 | 1-1 | 1-1 | 1-3 | 0-1 | 3-0 | 2-4 |     | 0-3 | 4-1 | 1-1 | 1-1 | 0-4 |
| AFC Tubize                                                 | 1-2 | 0-1 | 4-0 | 2-0 | 2-1 | 1-1 | 1-3 | 2-3 | 3-1 | 0-2 | 2-1 | 1-1 | 1-3 |     | 0-3 | 1-0 | 1-0 | 1-0 |
| R. CS Visé                                                 | 0-2 | 1-0 | 5-0 | 1-1 | 2-2 | 1-1 | 1-3 | 4-0 | 1-1 | 1-3 | 1-2 | 2-1 | 1-0 | 4-0 |     | 1-0 | 1-1 | 2-1 |
| Waasland-Beveren                                           | 4-1 | 1-0 | 3-2 | 2-1 | 3-1 | 3-1 | 0-1 | 0-3 | 5-0 | 2-0 | 2-1 | 1-1 | 4-0 | 3-1 | 2-0 |     | 2-0 | 0-0 |
| K. Standaard Wetteren                                      | 2-0 | 2-1 | 0-2 | 0-4 | 1-1 | 0-0 | 1-1 | 0-3 | 0-3 | 1-2 | 1-1 | 1-2 | 0-1 | 1-3 | 2-4 | 0-2 |     | 1-0 |
| White Star Woluwe FC                                       | 2-0 | 1-1 | 3-1 | 1-0 | 1-3 | 1-0 | 2-4 | 0-0 | 1-2 | 3-2 | 1-2 | 2-2 | 1-0 | 1-0 | 3-2 | 1-3 | 2-0 |     |
| - Victoire à domicile - Match nul - Victoire à l'extérieur |     |     |     |     |     |     |     |     |     |     |     |     |     |     |     |     |     |     |

- Le match « AFC Tubize-FC Brussels », programmé initialement le samedi 26 novembre 2011, est reporté car un des assistants-arbitres tente de se suicider peu avant le match. Le drame évité de justesse n'a aucune relation avec le football. Finalement cette partie est rejouée le 14 décembre.
- Le match « KAS Eupen-AFC Tubize », programmé initialement le samedi 21 janvier 2012, est reporté pour cause d'intempéries. Il est joué le mercredi 25 janvier 2012.
- Le match « Eendracht Alost-Lommel United », programmé initialement le dimanche 18 mars 2012, est reporté, après concertation entre les deux clubs, à la suite de l'accident d’autocar survenu à Sierre (Suisse), dans lequel dix-sept victimes sont originaires de Lommel. Il est joué le mercredi 28 mars 2012.

### Classement final de la 1epériode
| Rang | Équipe                        | Pts | J  | G | N | P | Bp | Bc | Diff |
| ---- | ----------------------------- | --- | -- | - | - | - | -- | -- | ---- |
| 1    | K. AS Eupen T1                | 26  | 10 | 8 | 2 | 0 | 25 | 9  | +16  |
| 2    | R Sp. du Pays de Charleroi T2 | 20  | 10 | 6 | 2 | 2 | 22 | 15 | +7   |
| 3    | K. RS Waasland-Beveren        | 19  | 10 | 6 | 1 | 3 | 15 | 8  | +7   |
| 4    | KV Oostende                   | 19  | 10 | 5 | 4 | 1 | 19 | 11 | +8   |
| 5    | K. Lommel Utd                 | 18  | 10 | 5 | 3 | 2 | 14 | 9  | +5   |
| 6    | R. Antwerp FC                 | 17  | 10 | 5 | 2 | 3 | 11 | 6  | +5   |
| 7    | R. CS Visé                    | 17  | 10 | 5 | 2 | 3 | 13 | 10 | +3   |
| 8    | K. SV Roeselare               | 15  | 10 | 4 | 3 | 3 | 16 | 14 | +2   |
| 9    | VC Eendr. Aalst 2002          | 14  | 10 | 4 | 2 | 4 | 19 | 17 | +2   |
| 10   | R. White Star Woluwe FC       | 14  | 10 | 4 | 2 | 4 | 17 | 17 | 0    |
| 11   | R. Boussu Dour Borinage       | 14  | 10 | 4 | 2 | 4 | 12 | 15 | -3   |
| 12   | FCV Dender EH                 | 12  | 10 | 3 | 3 | 4 | 13 | 15 | -2   |
| 13   | SK St-Niklaas                 | 11  | 10 | 3 | 2 | 5 | 13 | 16 | -3   |
| 14   | K. VK Tienen                  | 9   | 10 | 3 | 0 | 7 | 14 | 23 | -9   |
| 15   | K. SK Heist                   | 9   | 10 | 1 | 6 | 3 | 11 | 14 | -3   |
| 16   | FC Brussels                   | 8   | 10 | 2 | 2 | 6 | 13 | 17 | -4   |
| 17   | AFC Tubize                    | 5   | 10 | 1 | 2 | 7 | 4  | 20 | -16  |
| 18   | K. Standaard Wetteren         | 2   | 10 | 0 | 2 | 8 | 2  | 17 | -15  |

#### Résumé
Waasland-Beveren et l'AS Eupen prennent le meilleur départ. Finalement le club germanophone réalise une première tranche quasiment parfaite en ne concédant que deux partages. Le Sporting de Charleroi cafouille son entame de championnat. Les « Zèbres » s'inclinent deux fois et concèdent deux partages lors de six premières rencontres. Le piètre 1-1, réalisé contre Heist le 24 septembre 2011 est fatal à l'entraîneur Jos Daerden. Confié au « T2 », Tibor Balog, le groupe carolo se reprend et aligne quatre succès de rang mais termine cette première tranche six points trop courts.
Après un début encourageant (4 points sur 6), Tubize s'écroule. Auteurs d'un piètre (1 sur 24), les « Sang & Or » s'enfoncent dans le classement. Seul Wetteren fait moins bien en n'obtenant pas le moindre succès (2 partages).

### Classement final de la2epériode
Composé de la 11e à la 22e journée (12 matches)
| Rang | Équipe                        | Pts | J  | G | N | P | Bp | Bc | Diff |
| ---- | ----------------------------- | --- | -- | - | - | - | -- | -- | ---- |
| 1    | R Sp. du Pays de Charleroi T2 | 28  | 12 | 9 | 1 | 2 | 18 | 6  | +12  |
| 2    | K. AS Eupen T1                | 24  | 12 | 7 | 3 | 2 | 19 | 9  | +10  |
| 3    | KV Oostende                   | 21  | 12 | 6 | 3 | 3 | 23 | 10 | +13  |
| 4    | K. RS Waasland-Beveren        | 21  | 12 | 6 | 3 | 3 | 19 | 18 | +1   |
| 5    | K. SK Heist                   | 20  | 12 | 6 | 2 | 4 | 22 | 16 | +6   |
| 6    | VC Eendr. Aalst 2002          | 20  | 12 | 6 | 2 | 4 | 17 | 19 | -2   |
| 7    | K. Lommel Utd                 | 19  | 12 | 5 | 4 | 3 | 21 | 14 | +7   |
| 8    | R. White Star Woluwe FC       | 19  | 12 | 5 | 4 | 3 | 16 | 12 | +4   |
| 9    | R. Antwerp FC                 | 18  | 12 | 5 | 3 | 4 | 16 | 17 | -1   |
| 10   | FC Brussels                   | 16  | 12 | 4 | 4 | 4 | 17 | 16 | +1   |
| 11   | K. SV Roeselare               | 16  | 12 | 4 | 4 | 4 | 17 | 20 | -3   |
| 12   | R. CS Visé                    | 14  | 12 | 4 | 2 | 6 | 18 | 17 | +1   |
| 13   | AFC Tubize                    | 13  | 12 | 4 | 1 | 7 | 15 | 21 | -6   |
| 14   | R. Boussu Dour Borinage       | 11  | 12 | 3 | 2 | 7 | 17 | 23 | -6   |
| 15   | FCV Dender EH                 | 11  | 12 | 1 | 8 | 3 | 10 | 12 | -2   |
| 16   | K. VK Tienen                  | 10  | 12 | 2 | 4 | 6 | 11 | 22 | -11  |
| 17   | SK St-Niklaas                 | 8   | 12 | 2 | 2 | 8 | 14 | 25 | -11  |
| 18   | K. Standaard Wetteren         | 7   | 12 | 1 | 4 | 7 | 7  | 20 | -13  |

#### Résumé
Dominatrice depuis le début de la compétition, l'K. AS Eupen trébuche une première fois lors de la 12e journée, à Boussu Dour (3-0). Les « Pandas » encaissent mal le coup car huit jours plus tard, ils sont de nouveau défaits, à domicile cette fois (0-1), des œuvres du Sporting de Charleroi. Les « Zèbres » (bien qu'ayant été accrochés (1-1) à Wetteren, lors de la 11e journée) reviennent à la 2e place du classement général à seulement deux points des Germanophones. À la suite de la 14e journée, statu quo en tête puisque, d'Eupen à Lommel, les cinq premiers enregistrent tous une victoire. À l'opposé, les trois derniers St-Nicolas, Wetteren et Tubize sont battus. Ostende et Charleroi mènent la tranche avec 10 points, soit un de plus que Lommel.
Battu à l'Antwerp (1-0), lors de la 15e journée, le Sporting Charleroi voit Ostende et Lommel United prendre les devants à la tranche, alors que le White Star revient à la hauteur des Carolos. La 16e journée, soit à mi-parcours de la 2e tranche, la défaite surprise d'Ostende à Heist (1-0), et le partage de Lommel avec Eupen (2-2) provoque un regroupement au classement distinct de la période: dix équipes se tiennent sur 3 points (de 13 à 10).
Le 10 décembre, lors de la dernière journée du premier tour, Tubize gagne pour la première fois depuis le 24/08. Il bat Charleroi sur le score de 2-1. Le mercredi suivant, les « Sang & Or » poursuivent sur leur lancée en remportant leur match de retard contre le Brussels.
Après la 18e journée, on note un sérieux regroupement en tête de la 2e tranche (pour laquelle il reste 4 journées à jouer). Ostende (accroché par le Brussels) voit Charleroi et Eupen revenir à une unité tout comme Alost, mais aussi Heist. L'Antwerp et Lommel sont à 3 points.
Le 21 décembre 2011, en match avancé de la 19e journée, Eupen s'impose nettement devant l'Antwerp (3-0) et prend la tête de la 2e période, à la suite du partage concédé par Ostende à Boussu Dour (2-2). Le 7 janvier 2012, le Sporting Charleroi bat Roulers et revient à la hauteur des Germanophones "au classement de la tranche". La semaine suivante, Eupen est contraint au partage à Dender. En s'imposant sur le fil au KV Ostende, Charleroi se hisse en tête du classements de la 2e période.
Lors de la 22e journée, le Sporting Charleroi ne se fait pas surprendre et s'impose à Heist (1-2), empochant du même coup la 2e période pour s'assurer au moins une place au tour final de fin de saison. Eupen ayant été accroché (1-1) à Tirlemont, les Zèbres se rapprochent à 2 points des Pandas au classement général.

### Classement final de la3epériode
Composé de la 23e à la 34e et dernière journée (12 matches)
| Rang | Équipe                        | Pts | J  | G | N | P | Bp | Bc | Diff |
| ---- | ----------------------------- | --- | -- | - | - | - | -- | -- | ---- |
| 1    | K. RS Waasland-Beveren T3     | 28  | 12 | 9 | 1 | 2 | 26 | 8  | +18  |
| 2    | KV Oostende                   | 26  | 12 | 8 | 2 | 2 | 19 | 8  | +11  |
| 2    | R Sp. du Pays de Charleroi T2 | 26  | 12 | 8 | 3 | 1 | 24 | 11 | +13  |
| 4    | AFC Tubize                    | 23  | 12 | 7 | 2 | 3 | 17 | 14 | +3   |
| 5    | K. AS Eupen T1                | 18  | 12 | 4 | 6 | 2 | 17 | 16 | +1   |
| 5    | R. White Star Woluwe FC       | 18  | 12 | 5 | 3 | 4 | 15 | 14 | +1   |
| 7    | R. Boussu Dour Borinage       | 17  | 12 | 5 | 2 | 5 | 12 | 16 | -4   |
| 7    | K. SK Heist                   | 17  | 12 | 4 | 5 | 3 | 13 | 16 | -3   |
| 9    | K. Lommel Utd                 | 15  | 12 | 5 | 0 | 7 | 14 | 20 | -6   |
| 10   | SK St-Niklaas                 | 15  | 12 | 3 | 6 | 3 | 14 | 13 | +1   |
| 11   | K. VK Tienen                  | 14  | 12 | 4 | 2 | 6 | 9  | 16 | -7   |
| 12   | FC Brussels                   | 14  | 12 | 3 | 5 | 4 | 14 | 13 | +1   |
| 13   | R. CS Visé                    | 13  | 12 | 3 | 4 | 5 | 14 | 15 | -1   |
| 14   | VC Eendr. Aalst 2002          | 12  | 12 | 3 | 3 | 6 | 10 | 16 | -6   |
| 15   | FCV Dender EH                 | 10  | 12 | 2 | 4 | 6 | 10 | 16 | -6   |
| 16   | K. Standaard Wetteren         | 9   | 11 | 2 | 3 | 6 | 8  | 16 | -8   |
| 16   | K. SV Roeselare               | 9   | 12 | 1 | 6 | 5 | 13 | 16 | -3   |
| 18   | R. Antwerp FC                 | 8   | 11 | 2 | 2 | 7 | 11 | 17 | -6   |

#### Résumé
On ne sait si ce fut le résultat d'une décompression après le gain de la 2e tranche, mais lors de la 23e journée, Charleroi perdit des points par rapport à Eupen. Les Pandas écartèrent Waasland-Beveren (2*-1) alors que les Zèbres furent accrochés par Boussu Dour (2-2).
Deux jours après ce partage, Abbas Bayat, l'omnipotent président du Sporting de Charleroi décida de licencier l'entraîneur Tibor Balog. Ce dernier toujours "T2" car jamais officialisé comme "T1" restait sur un excellent « 13 points sur 15 ». Ce fait provoqua la grande colère des supporters carolorégiens et augmenta encore la haine que certains vouent de longue date au président d'origine iranienne. La "saga" de déclarations tapageuses se poursuivit durant toute la semaine, soit jusqu'à la venue du club de Sint-Niklaas (entraîné par l'ancien zèbre Czerniatynski). Les fans carolos boudèrent leurs tribunes pendant 22 minutes en guise de symbole. « 22 » étant le nombre d'entraîneurs consommés par le président Bayat depuis son arrivée à la tête du matricule 22, dix ans auparavant. Mené, Charleroi s'imposa finalement (3-1) et fit la bonne opération en profitant du partage (0-0) d'Eupen à Heist.
Ensuite, le championnat bascula. Au 25e et 26e journées, Eupen concéda un nouveau partage (0-0) à domicile, contre le White Star ; puis s'inclina (3-2) au Brussels. Vainqueurs à Alost (1-2) et contre Wetteren (3-0), les Zèbres prirent la tête du classement avec 3 points de mieux que les Pandas.
La 27e journée vit Charleroi battre Eupen (3-0) et porter son avance à 6 unités. Ostende (qui vient d'aligner 7 victoires consécutives) est à égalité avec Eupen alors que Waasland-Beveren est distancé de 9 unités. Le statu quo en tête perdura jusqu'au soir de la 30e journée lors de laquelle Waasland, battu (1-0) à Tubize se retrouva à 12 points du leader carolo.
La 30e journée aurait pu être capitale. D'une part, Ostende fut accroché à Saint-Nicolas (1-1) mais Charleroi n'en profita pas car il se fit rejoindre à Visé (2-2). De son côté, Eupen "frôla la correctionnelle". Menés (0-3) par l'Eendracht Alost, les Germanophones revinrent sur le fil (3-3). Lors de la journée suivante, les deux premiers poursuivants des Zèbres se rencontrent.

#### Champion sans jouer
L'issue du championnat se dessine le mercredi 11 avril 2012, lors d'une journée d'alignement (la 24e, remise précédemment). Vainqueur au Brussels (2-3), Charleroi profite du partage enregistré par ses deux derniers concurrents qui se rencontraient (0-0) et porte son avance à 8 points. Le Royal Sporting du Pays de Charleroi, qui ne joue que le lundi 16 en soirée, est "champions sans jouer", car dès le samedi 14 avril Ostende (battu 2-0 à Waasland) et Eupen (qui est accroché 1-1 à Wetteren) ne peuvent mathématiquement plus les dépasser. À ce moment, il reste une dernière incertitude, la "licence" obligatoire pour jouer en Division 1 sera-t-elle accordée au Zèbres ?
Mathématiquement et vertu des règlements concernant le « système de périodes », les trois équipes qualifiées pour le tour final sont: Eupen, Ostende et Waasland-Beveren. Les derniers suspenses concernent le bas de tableau pour la lutte afin d'éviter le deuxième siège descendant et celui de barragiste.
Le vendredi 20 avril 2012, après l'appel de la première décision effectué par le club, la Commission des licences de l'Union Belge de Football accorde finalement la licence pour la Division 1 au Club du Sporting de Charleroi pour la saison 2012-2013. Après seulement une année effectuée dans l'antichambre de l'élite, le club est donc assuré de retrouver la Division 1.

#### Maintien
Lors de la dernière journée, le 29 avril 2012, SK St-Niklaas arrache son maintien en partageant (0-0) contre Eupen. Le K. VK Tienen, vainqueur (1-2) à Boussu Dour obtient un sursis en soufflant la place de barragiste à Dender (auteur d'un partage 0-0 à Alost) qui se retrouve descendant direct. La victoire de Tirlemont à Boussu tient un peu du miracle. Menés dès la 2e minute, les « Sucriers » ont arraché leur succès en marquant deux buts en fin de match (82e et 85e minutes)

## Les buteurs
- Statistiques générales:
  - Nombre de buts inscrits en 34 journées: 815
  - Moyennes par journée: 23,97 buts/journée
  - Moyenne par match: 2,66 buts/match
  - 207 buteurs différents
  - Buts sur penalty: 56
  - Buts contre son camp: 16
- Classement final:

CE CLASSEMENT NE CONCERNE QUE LA PHASE CLASSIQUE DE 34 JOURNEES
| Rang | Nom                        | Nat. | Équipe             | Buts | Penalties         |
| ---- | -------------------------- | ---- | ------------------ | ---- | ----------------- |
| 1e   | Harlem Bison Gnohéré       |      | Charleroi          | 18   | 1                 |
| 2e   | Moussa Gueye               |      | Charleroi          | 17   | 2                 |
| 3e   | Christian Santos           |      | Eupen              | 15   |                   |
| 4e   | Samy Houri                 |      | Brussels           | 15   | 5                 |
| 5e   | Ioannis Masmanidis         |      | Eupen              | 14   | 1                 |
| 6e   | Janis Coppin               |      | Dender             | 14   | 2                 |
|      | Mickaël Seoudi             |      | Waasland-Beveren   | 14   | 2                 |
| 8e   | Anthony Di Lallo           |      | Roulers            | 14   | 3                 |
| 9e   | Bart Webers                |      | Heist              | 13   | 1                 |
| 10e  | Davy Brouwers              |      | Lommel             | 13   | 2                 |
| 11e  | Jean Romaric Koffi         |      | Boussu Dour        | 12   |                   |
|      | Daniel Rodrigo De Oliveira |      | White Star         | 12   |                   |
| 13e  | Emmanuel Françoise         |      | Visé               | 12   | 1                 |
| 14e  | Stavros Gloutsis           |      | St-Niklaas         | 12   | 2                 |
| 15e  | Raphaël Lecomte            |      | Visé               | 11   |                   |
| 16e  | Hans Vanaken               |      | Lommel             | 10   |                   |
|      | Mahamadou Dissa            |      | Ostende            | 10   |                   |
|      | Jamaïque Vandamme          |      | Ostende            | 10   |                   |
| 19e  | Gunter Thiebaut            |      | Dender             | 10   | 1                 |
| 20e  | Yohan Brouckaert           |      | Ostende            | 10   | 2                 |
| 21e  | Kevin Oris                 |      | Antwerp            | 9    |                   |
|      | Sébastien Siani            |      | FC Brussels        | 9    |                   |
| 23e  | Hervé Onana                |      | Waasland-Beveren   | 9    | 1                 |
| 24e  | Laurent Depoître           |      | Alost              | 8    |                   |
|      | Alessandro Cerigioni       |      | Lommel             | 8    |                   |
|      | Xavier Luissint            |      | Ostende            | 8    |                   |
|      | Papa Sene                  |      | Roulers            | 8    |                   |
|      | Arnaud Biatour             |      | Tirlemont          | 8    |                   |
| 29e  | Bram Criel                 |      | Heist              | 8    | 1                 |
|      | Steve Dessart              |      | Visé               | 8    | 1                 |
| 31e  | Enes Saglik                |      | Eupen              | 8    | 2                 |
|      | John Tshibumbu Lungeny     |      | Tubize             | 8    | 2                 |
| 33e  | Alexandre Di Gregorio      |      | Tirlemont          | 8    | 5                 |
| 34e  | Jorn Rijmenans             |      | Heist              | 7    |                   |
|      | Sven De Rechter            |      | Roulers            | 7    |                   |
|      | Diangi Matusiwa            |      | Tirlemont          | 7    |                   |
|      | Benoît Ladrière            |      | Tubize             | 7    |                   |
|      | Kristof Snelders           |      | Waasland-Beveren   | 7    |                   |
| 39e  | Patiyo Tambwe              |      | Brussels           | 7    | 1                 |
| 40e  | Damien Gallucci            |      | Alost              | 6    |                   |
|      | Tomasz Radzinski           |      | Waasland-Beveren   | 6    |                   |
| 42e  | Frédéric Brillant          |      | Ostende            | 6    | 1                 |
|      | Jonas Vandermalière        |      | St-Nicolas         | 6    | 1                 |
| 44e  | Wouter Moreels             |      | Alost              | 5    |                   |
|      | Ewen Verheyden             |      | Alost              | 5    |                   |
|      | Devann Yao                 |      | Boussu Dour        | 5    |                   |
|      | Mohamed Aoulad             |      | Brussels           | 5    |                   |
|      | Hervé Kagé                 |      | Charleroi          | 5    |                   |
|      | Valentin Goffin            |      | Eupen              | 5    |                   |
|      | Yusuf Özcan                |      | Heist              | 5    |                   |
|      | Roy Meeus                  |      | Lommel             | 5    |                   |
|      | Gertjan Martens            |      | Ostende/St-Nicolas | 5    |                   |
|      | Pan Pierre Koulibaly       |      | St-Nicolas         | 5    |                   |
|      | Julien Guérenne            |      | White Star         | 5    |                   |
| 55e  | Chemcedine El Araichi      |      | Boussu             | 5    | 2                 |
| 56e  | Patrick Amoah              |      | White Star         | 5    | 3                 |
| 57e  | Predrag Filipović          |      | Alost              | 5    | 4                 |
| 58e  | Jens Podevijn              |      | Alost              | 4    |                   |
|      | Benjamin Lambot            |      | Antwerp            | 4    |                   |
|      | Mehdi Hadraoui             |      | Boussu             | 4    |                   |
|      | Roméo Debefve              |      | Eupen              | 4    |                   |
|      | Thomas Stevens             |      | Heist              | 4\|  |                   |
|      | Kurt Weuts                 |      | Heist              | 4    |                   |
|      | Jarno Molenberghs          |      | Lommel             | 4    |                   |
|      | Cédric Guiro               |      | Roulers            | 4    |                   |
|      | Gary Ambroise              |      | Tubize             | 4    |                   |
|      | Gidéon Boateng             |      | Visé               | 4    |                   |
|      | Matteo Prandelli           |      | Visé               | 4    |                   |
|      | Jurgen Cavens              |      | Waasland-Beveren   | 4    |                   |
|      | Sébastien Didier           |      | Waasland-Beveren   | 4    |                   |
|      | Joachim Van Damme          |      | Waasland-Beveren   | 4    |                   |
|      | Davy Claessens             |      | Wetteren           | 4    |                   |
|      | Yannick Loemba Gaby        |      | White Star         | 4    |                   |
|      | Tracy Mpati Bibuangu       |      | White Star         | 4    |                   |
| 76e  | Freddy Mombongo-Dues       |      | Antwerp            | 4    | 1                 |
|      | José Espinal               |      | Eupen              | 4    | 1                 |
| 77e  | Frederik Declercq          |      | Roulers            | 4    | 2                 |
| 78e  | 27 joueurs                 |      |                    | 3    | 1x 1 pen 2x 2 pen |
| 105e | 35 joueurs                 |      |                    | 2    | 3x 1 pen          |
| 140e | 68 joueurs                 |      |                    | 1    | 0 pen             |

### Buts contre leur camp
16 malchanceux/ ou maladroits ont inscrit un but contre leur camp
|    | Nom                | Nat. | Équipe      | Journées | Bénéficiaire       |
| -- | ------------------ | ---- | ----------- | -------- | ------------------ |
| 1  | Rocky Peeters      |      | Tirlemont   | 4e       | Lommel United      |
| 2  | Matan Ohayon       |      | Charleroi   | 6e       | K. SK Heist        |
| 3  | Marko Petrovic     |      | St-Nicolas  | 7e       | AFC Tubize         |
| 4  | Toon Lenaerts      |      | Lommel      | 8e       | Waasland-Beveren   |
| 5  | Kenny Lavaert      |      | Heist       | 9e       | AS Eupen           |
| 6  | Davide Grassi      |      | Brussels    | 10e      | Lommel United      |
| 7  | Lanfia Camara      |      | White Star  | 10e      | AS Eupen           |
| 8  | Cor Gillis         |      | Dender      | 10e      | KV Oostende        |
| 9  | Steven Vandenbergh |      | Tirlemont   | 10e      | SK St-Niklaas      |
| 10 | Mijusko Bojovic    |      | Charleroi   | 11e      | Standaard Wetteren |
| 11 | Damir Mirvic       |      | Visé        | 11e      | White Star         |
| 12 | Razak Bengali      |      | Dender      | 11e      | Waasland-Beveren'  |
| 13 | Wouter Hias        |      | Tirlemont   | 20e      | Standaard Wetteren |
| 14 | Karel De Smed      |      | Antwerp     | 28e      | Boussu Dour        |
| 15 | Grégory Grisez     |      | Visé        | 30e      | Charleroi          |
| 16 | William Dutoit     |      | Boussu Dour | 33e      | AFC Tubize         |

## Tour final

### Participants
- Barragiste de D1: K. VC Westerlo
- qualifiés de D2: K. AS Eupen (vainqueur 1e période), K. RS Waasland-Beveren (vainqueur 3e période), KV Oostende (4e du classement général et repêché car le champion - Charleroi - a gagné la 2e période).

### Classement
| Rang | Équipe                 | Pts | J | G | N | P | Bp | Bc | Diff |  | Résultats (▼ dom., ► ext.) | WAA | EUP | WES | OOS |
| ---- | ---------------------- | --- | - | - | - | - | -- | -- | ---- |  | -------------------------- | --- | --- | --- | --- |
| 1    | K. RS Waasland-Beveren | 16  | 6 | 5 | 1 | 0 | 14 | 5  | +9   |  | Waasland-Beveren           |     | 2-0 | 3-1 | 4-1 |
| 2    | K. AS Eupen            | 10  | 6 | 3 | 1 | 2 | 8  | 7  | +1   |  | Eupen                      | 1-2 |     | 2-1 | 1-0 |
| 3    | K. VC Westerlo         | 5   | 6 | 1 | 2 | 3 | 9  | 9  | 0    |  | Westerlo                   | 1-2 | 1-1 |     | 5-1 |
| 4    | KV Oostende            | 2   | 6 | 0 | 2 | 4 | 4  | 14 | -10  |  | Oostende                   | 1-1 | 1-3 | 0-0 |     |

- Verdicts
  - K. VC Westerlo est relégué de Division 1 et jouera en Division 2 la saison suivante.
  - K. RS Waasland-Beveren gagne le tour final lors de la 5e journée et monte donc en Division 1.

## Promotions et relégations pour 2012-2013
Sont relégués en D3 :
- FC Verbroedering Dender EH et K. Standaard Wetteren
- K. VK Tienen (battu lors du Tour final D2/D3)

Sont promus en D2 :
- R. Mouscron-Péruwelz (champion DIII série A) et K. FC Dessel Sport (champion DIII série B).
- K. SV Oudenaarde : vainqueur du Tour final D2/D3.

## Sources
- (fr + nl) Website officiel de l'URBSFA
- (fr) La Dernière Heure/Les Sports
- (fr) Footgoal.net
- (fr) Walfoot.be